# Campionati europei di 470 1967
I Campionati europei di 470 1967 si sono svolti a Lacanau, in Francia, dal 29 al 31 luglio 1967.

## Podi
| Evento   | Oro                                  | Argento                         | Bronzo                        |
| 470 Open | Belgio Paul Maes Daniel Quertainmont | Francia Marc Bouet Joël Desbois | Francia Yves Pajot Marc Pajot |

## Medagliere
| Posiz. | Nazione | Oro | Argento | Bronzo | Totale |
| ------ | ------- | --- | ------- | ------ | ------ |
| 1      | Belgio  | 1   | 0       | 0      | 1      |
| 2      | Francia | 0   | 1       | 1      | 2      |
| Totale | Totale  | 1   | 1       | 1      | 3      |